# Patterns of Prejudice
Patterns of Prejudice ist eine seit 1967 5-mal jährlich bei Taylor & Francis in Abingdon erscheinende wissenschaftliche Zeitschrift zur Erforschung von Vorurteilen, Diskriminierung und Rassismus, insbesondere in Bezug auf Juden, die durch das Institute for Jewish Policy Research und das American Jewish Committee in Kooperation mit der Wiener Library und Parkes Library der University of Southampton getragen wird. Der Herausgeberkreis umfasst derzeit David Cesarani, Tony Kushner, Barbara Rosenbaum und Dan Stone. Das Editorial Board ist international besetzt. Die Artikel unterliegen einem Peer-Review. Patterns of Prejudice hat einen Impact Factor von 0.289 (2013).